# Saphanodes orientalis
Saphanodes orientalis là một loài bọ cánh cứng trong họ Cerambycidae.